# ステインズ・タウンFC
スタインズ・タウン・フットボール・クラブ（Staines Town Football Club）は、イングランド、サリー州スペルソーン地区スタインズを本拠地とするサッカークラブチームである。2017-2018シーズンはイスミアンリーグ・プレミアディヴィジョン（7部相当）に所属。

## ライバルチーム
- イーガム・タウンFC（Egham Town FC）
1905年設立、サリー州はラニーミード地区に本拠地を置く。
2007-2008シーズンは、コンバインドカウンティーズ・フットボールリーグに所属している。
- ハンプトン＆リッジモンド・ボロFC（Hampton & Richmond Borough FC）
1921年設立、ロンドンはリッジモンドに本拠地を置く。
テムズ・サイド・ダービーと呼ばれる対決があるが、2006-2007シーズンにハンプトン＆リッジモンド・ボロがカンファレンス・サウスに昇格したため、現在はその対決を見ることは出来なくなっている。

## タイトル

### 国内タイトル
- イスミアンリーグ・ディヴィジョン1:2回

1974-1975, 1988-1989
- アセニアンリーグ・ディヴィジョン2:1回

1971-1972
- スパルタンリーグ:1回

1959-1960
- ウェストロンドンアリアンス・ディヴィジョン1:1回

1899-1900
- ウェストロンドンリーグ:1回

1900-1901
- ウェストミドルセックスリーグ:1回

1904-1905
- スパルタンリーグ・チャレンジカップ:1回

1968-1969
- ウェストミドルセックスカップ:1回

1923-1924

### 国際タイトル
- なし